# Becky (film 2020)
Becky è un film del 2020 diretto da Cary Murnion e Jonathan Milott.

## Trama
La tredicenne Becky Hooper è interrogata dalla polizia in merito a un evento che ha avuto luogo di recente a casa della sua famiglia. Fornisce risposte vaghe e sembra non ricordare molto.
Due settimane prima, Becky era una studentessa delle superiori, vittima di bullismo, e la cui madre era morta un anno prima. Ha una relazione tesa con suo padre Jeff, che tenta di riconnettersi con lei con un viaggio nella loro casa sul lago. Nel frattempo, un gruppo di cinque detenuti tra cui Dominick, un neonazista, e i suoi tre uomini Apex, Cole e Hammond, stanno viaggiando su un furgone scortati dalle guardie carcerarie. Dominick fa uccidere un detenuto per creare un diversivo e, sfruttando questa opportunità, lui e gli altri tre uccidono le guardie e riescono a evadere. Poco dopo, indossando le divise delle guardie, si spacciano per poliziotti e, improvvisando un posto di blocco, fermano un'auto con a bordo un uomo e i suoi due bambini. Senza pietà, per impossessarsi dell'auto, uccidono l'uomo e i bambini.
Giunti alla casa sul lago, Jeff rivela alla figlia di aver invitato a stare con loro anche la sua nuova compagna Kayla e il suo bambino Ty, e annuncia che lui e Kayla hanno intenzione di sposarsi. Ferita e sconvolta, Becky corre fuori casa, seguita dal suo amato cane Diego, e va a cercare un po' di tranquillità in un casolare nel bosco, una specie di piccolo forte. Qui recupera una grossa chiave, il cui arco ha la forma di un simbolo di valknut. Dominick e i suoi uomini si presentano a casa, prendono in ostaggio Jeff, Kayla e Ty, e dopo un po' si capisce che sono lì per recuperare la chiave, che per loro è di vitale importanza. Kayla e Ty cercano di prendere un cellulare per chiamare aiuto ma vengono bloccati da Apex che però, nonostante distrugga il cellulare, mostra un po' di umanità lasciandoli scappare. Nel bosco Cole uccide Dora, uno dei due cani della famiglia, e cattura di nuovo Kayla e Ty, riportandoli a casa. Da alcuni indizi, Dominick capisce che, oltre a loro, deve esserci anche una ragazzina che si è nascosta da qualche parte. Jeff afferma che Becky è in città con la madre, ma Dominick spara a Kayla a una gamba per ottenere la verità.
Becky, ancora nel bosco, si accorge della presenza degli intrusi e parla con loro tramite un walkie-talkie. Mente dicendo che ormai non hanno scampo perché lei ha chiamato la polizia. Dominick scopre il suo bluff e porta Jeff fuori cominciando a torturarlo con un'asta di metallo incandescente per attirare Becky e ottenere la chiave. Poi mette Jeff in comunicazione con Becky attraverso la ricetrasmittente, ma il padre grida alla figlia di scappare. Infuriato, Dominick tortura ancora Jeff finché Becky cede, esce dal suo nascondiglio e annuncia che gli darà la chiave. Jeff, con la forza della disperazione, riesce a liberarsi 
e corre verso la figlia dicendole che la ama, un attimo prima che Dominick gli spari alla schiena uccidendolo. Quindi, Dominick afferra Becky e le ordina di consegnargli la chiave. Lei, con uno scatto furioso di odio, per aver visto il padre ucciso senza pietà, gli conficca la chiave in un occhio cavandoglielo e fuggendo di nuovo nel bosco col cane Diego.
Dominick torna in casa per tagliare l'occhio penzolante, e manda Cole e Hammond a recuperare la chiave. Cole trova e insegue Becky al suo forte e cerca di convincerla a uscire, ma lei lo sorprende e lo pugnala ripetutamente con matite colorate, quindi lo colpisce al collo con un righello appuntito, uccidendolo.
Dominick chiede a Kayla di far ragionare Becky e di portargli la chiave, ma la donna afferma che ormai è troppo tardi, perché Becky ha sempre avuto un comportamento difficile e a volte pericoloso. Il fragile legame che poteva formarsi tra figliastra e matrigna è stato spezzato a causa di Dominick: questi ha ucciso, di fronte alla ragazza, il solo parente che le era rimasto, e ora lei farà di tutto per ucciderli e avere la sua vendetta. I criminali comprendono che Becky è più pericolosa di quanto credessero. Apex mostra compassione per Kayla e Ty. Dominick cerca di riaffermare il suo potere su di lui richiamandolo alla lealtà nei suoi confronti. Hammond intanto ha trovato il cadavere di Cole e insegue Becky fino al lago, dove lei lo fa inciampare e atterrare su una tavola del pontile con dei grossi chiodi. Hammond, ferito, cade in acqua e Becky usa il motore di una barca per farlo letteralmente a pezzi con l'elica. Quando viene trovata da Apex, questi si mostra ancora una volta umano e comprensivo e, non volendo farle del male, la esorta a fuggire.
Becky fa capire a Kayla e Ty di essere ancora viva; allora Kayla cerca di distrarre Dominick chiedendogli lo scopo della chiave. Becky fa scattare l'allarme dell'auto per attirare Dominick fuori, mentre Kayla cerca di liberarsi. Una volta fuori, Dominick si rende conto di avere di fronte un'avversaria terribile e Becky, con uno stratagemma, riesce anche a dargli momentaneamente fuoco ma, nonostante questo, Dominick la afferra e sta per avere la meglio su di lei. È Apex a salvarla: respinge Dominick abbastanza a lungo da permettere a Becky di usare un tosaerba per passare sopra la testa di Dominick, uccidendolo. Apex crede che il gesto di aver salvato in extremis la ragazza sia sufficiente per ottenere il suo perdono, ma Becky non esita neanche un attimo e completa la sua vendetta sparandogli in testa. Kayla e Ty escono con Diego e si siedono accanto a Becky mentre aspettano la polizia. Nel presente, Becky, interrogata dagli investigatori, afferma di non ricordare cosa sia successo e come i quattro criminali possano essere morti in un modo così violento. Rimasta sola, accarezza la misteriosa chiave con uno sguardo freddo sul viso.

## Produzione
Nel maggio 2019, Simon Pegg e Lulu Wilson entrano nel cast, ma nel luglio dello stesso anno Kevin James rimpiazza Pegg che ha abbandonato il progetto per conflitti di pianificazione con altri film.

## Promozione
Il primo trailer del film viene diffuso l'8 maggio 2020.

## Distribuzione
La pellicola doveva essere presentata al Tribeca Film Festival il 20 aprile 2020, ma il festival viene annullato a causa della pandemia di COVID-19, ed è stata distribuita on demand a partire dal 5 giugno 2020.. In Italia è stato distribuito in streaming su Prime Video mercoledì 27 luglio 2022